# Urotrichus talpoides
Urotrichus talpoides es una especie de musaraña de la familia Talpidae.

## Distribución geográfica
Es endémica de Japón.